# سیلگان هلدینگ
سیلگان هلدینگ (انگلیسی: Silgan Holdings) شرکت بسته‌بندی آمریکایی است، که در سال ۱۹۸۷ تأسیس شد.